# Літня ставка хана Золотої Орди (Подінців'я)
Лі́тня ста́вка ха́на улусу Джучі XIV століття (імовірна назва — Муаззам Урду) — можлива резиденція правителя Золотої Орди, знаходилася неподалік села Шипилівка Попаснянського району Луганської області.
За підрахунками археологів та місцевих краєзнавців за 30—40 років було знайдено близько 3 тисяч монет, на кожні 18-20 мідних монет припадає одна срібна монета. На відреставрованих срібних монетах було прочитано ім'я та титули хана Абдаллаха, рік карбування (1363 (766 р. Г.). Також на зворотній стороні карбувалася назва монетного двору — Урда аль-Муаззам

## Археологічна пам'ятка

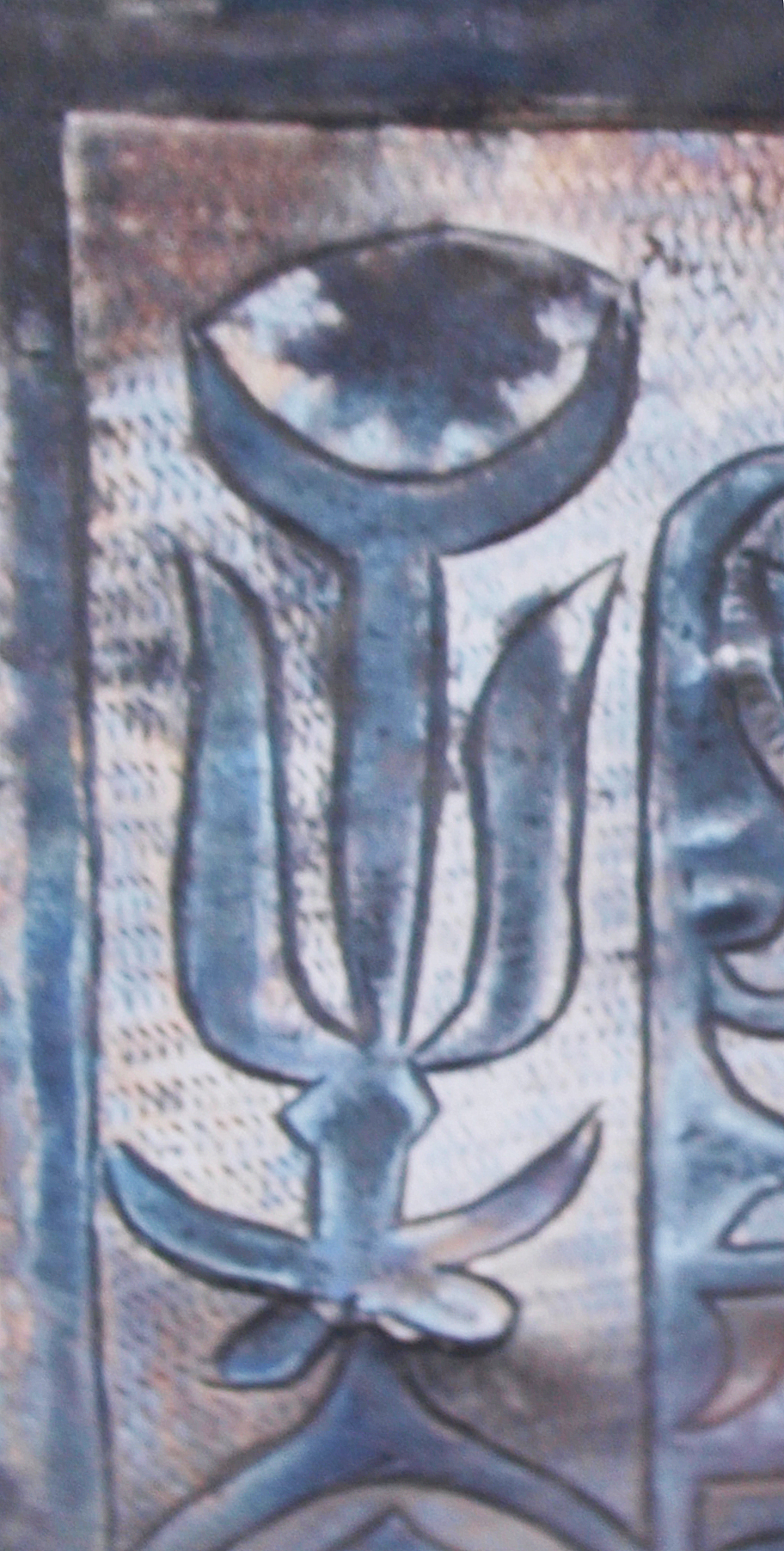
Орнамент. Фрагмент кераміки

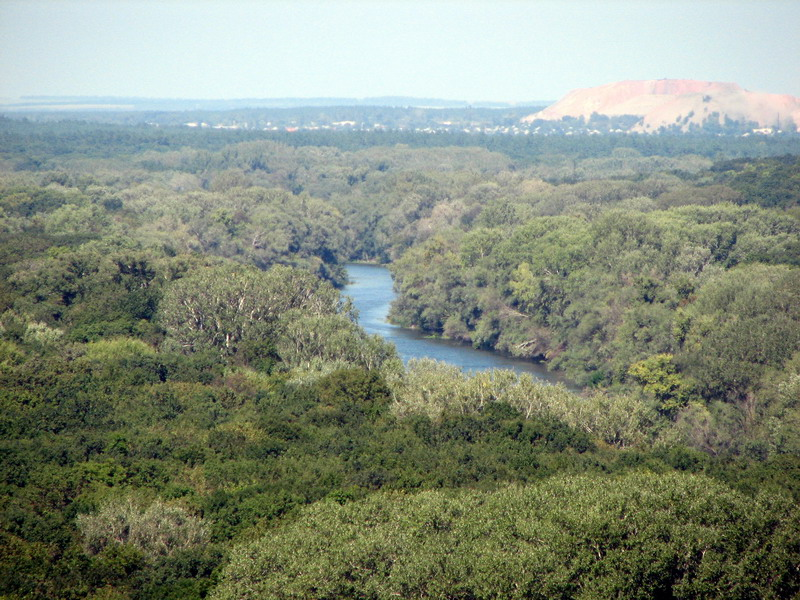
Краєвид біля села Шипилівка

Навколо села Шипилівка, зокрема в гирлі балки Суходіл на території одного квадратного кілометра виявлено близько шести давніх пам'яток. Археологи провели розкопини кургану, поховання катакомбної культури приблизно ХХІІІ століття до нашої ери. У ньому містяться рештки вождя або багатого вельможі. Стіни східної шахти склепу прикрашені різьбленим орнаментом. Із трьох тисяч катакомбних погребінь, розкопаних в Україні, лише чотири мають візерунки.
З 1960-х років, коли через поля проклали зрошувальні канали, вода стала вимивати з ґрунту давні монети та предмети побуту. Згодом це привабило грабіжників археології, які постійно з металодетекторами шукали цінні артефакти. У 2013 році прес-служба управління СБУ в Луганській області повідомила:

| «На Луганщині попереджена спроба контрабандного вивезення за межі України предметів нумізматики, які становлять історико-культурну цінність. Незаконно вивезти колекцію монет намагався громадянин Росії наприкінці березня через митний пост «Демино-Олександрівка» Луганської митниці. Він приховав наявність у нього предметів, які підлягають обов'язковому декларуванню, а саме — 63 старовинних монет. Як встановила судово-мистецтвознавча експертиза, призначена СБУ в рамках розпочатого кримінального провадження, дві монети з вилученої колекції відносяться до культурних цінностей України. Це татарські монети XIII і XIV століть, викарбувані в часи правління ханів Абдулаха й Менглі Ґерая.»[4][5] |

## Опис

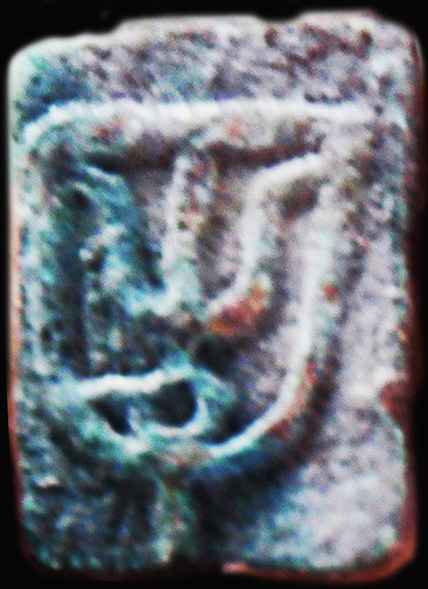
Тамга. Орнамент на бляшці, виявленій на місці літньої ставки золотоординського хана. XIV ст.

Імовірна резиденція розташована (48°56′53″ пн. ш. 38°15′05″ сх. д. / 48.948125° пн. ш. 38.251423° сх. д.) на гребні вододільного плата на березі Сіверського Дінця. За виявленими монетами робиться висновок, що ставка належала наставнику від беклярбека Мамая Абдулах-хану, письмових підтверджень цьому не знайдено. Проте відомо що в 1362 році військо Абдулаха було розгромлено Великим князем Литовським і Руським Ольгердом на річці Сині Води (Синюсі), завдяки чому українські землі позбавилися монгольського іга, а рік карбування монет 1363, тобто вже через рік після битви.
Резиденція являла собою тимчасове поселення, діаметр якого становив 800 м. У центрі містилась юрта хана, яку оточували шатра його родичів і жінок гарему. У наступному колі — решта двора, командувачі. Далі — кола юрт і кибиток торговців, ремісників тощо.
Ці кола добре простежуються за рівнем концентрації срібних монет. Чим ближче до юрти хана, тим більше археологи виявили коштовностей. Імовірно, на цьому місці велося карбування монет.
Усього з 1960-х років на місці ставки знайдено три тисячі монет. Окрім цього, відкопали жіночі прикраси, фрагменти полірованих металевих люстерок, посуду, медіатор (тонку металеву пластину для гри на струнному інструменті), бойову сокиру, кінські вудила, свинцеві гирі тощо.
Серед артефактів виявлена невелика бляшка із символом, який, за словами професора Сергія Санжарова, «дуже сильно нагадує герб України».